# Cryptal Darkness
Cryptal Darkness – australijski zespół wykonujący początkowo połączenie stylów death metal i grindcore a następnie doom i gothic metalu. Założony w 1993 w Melbourne. Od roku 2003 funkcjonuje pod nazwą The Eternal.

## Członkowie

### Ostatni skład
- Oneil Alexander - perkusja (1993-2002)
- Mark Kelson - gitara prowadząca (1995-1996), śpiew, gitara (1996-2002), śpiew, gitara, keyboard (1996)
- Luke Wong - gitara basowa (1996-2002)
- Chris Burton - gitara (1997-2002)
- Sean Hinds - keyboard (2000-?)[1]

### Byli członkowie
- Paul Venables - gitara basowa (1993-1996)
- Geoff Kloprogge - śpiew, gitara (1993-1996)
- Jade Von Nagy - gitara basowa (1996)
- Terry Vainoras - keyboard (1997)
- Martin Powell - skrzypce, keyboard (1999-2000)[1]

## Dyskografia
- Chamber of Gore (1994) demo
- Cryptal Darkness (1994) demo
- Last Cries of a Dying World (1995) demo
- Endless Tears... (1996) LP
- Descend into Thy Grave (1996) EP
- Promotional Sampler (1997) EP
- They Whispered You Had Risen (1999) LP
- Dawn of the New Age	Compilation (2000) kompilacja
- Chapter II - The Fallen (2001) LP[1][3]